# Gornja Bačuga
Gornja Bačuga je mjesto u Sisačko-moslavačkoj županiji, administrativno u sastavu grada Petrinje, smješteno južno od grada.

## Povijest
Povijest mjesta Gornja Bačuga vezana je uz naselja Donju Bačugu i Dolčane.
Prema popisu stanovništva iz 1880. godine, selo Bačuga, u čijem sastavu su tada bili Gornja i Donja Bačuga, imalo je 50 kuća, a Dolčani 12 kuća.
Nakon 2. svjetskog rata selo Bačuga dijeli se na sela Gornja i Donja Bačuga, a Dolčani su se pripojili Donjoj Bačugi (1949.). Tijekom 1950-ih godina Gornja Bačuga je imala 129 kuća.
Djeca iz Gornje Bačuge pohađala su školu u Donjoj Bačugi (sagrađena oko 1850. godine) i Petrinji.
Željeznička pruga na relaciji Sisak predgrađe (Caprag) - Karlovac, kroz selo je prošla 1905. godine.

## Stanovništvo
| broj stanovnika |       |       |       | 397   | 446   |       | 660   |       | 531   | 566   | 567   | 522   | 444   | 397   | 83    | 79    | 49    |
|                 | 1857. | 1869. | 1880. | 1890. | 1900. | 1910. | 1921. | 1931. | 1948. | 1953. | 1961. | 1971. | 1981. | 1991. | 2001. | 2011. | 2021. |

Prema popisu iz 1991. godine Gornja Bačuga je imala 397 stanovnika.
- Srbi - 378 (95,21%)
- Jugoslaveni - 11 (2,77%)
- Hrvati - 6 (1,51%)
- ostali, neopredijeljeni i nepoznato - 2 (0,50%)

Prema popisu iz 2001. godine ovo naselje je imalo ukupno 83 stanovnika, od toga 8 Hrvata.